# Acanthotetilla
Acanthotetilla is een geslacht van sponsdieren uit de klasse van de Demospongiae (gewone sponzen). 

## Soorten
- Acanthotetilla celebensis de Voogd & van Soest, 2007
- Acanthotetilla enigmatica (Lévi, 1964)
- Acanthotetilla gorgonosclera van Soest, 1977
- Acanthotetilla hemisphaerica Burton, 1959
- Acanthotetilla rocasensis Peixinho, Fernandez, Oliveira, Caires & Hajdu, 2007
- Acanthotetilla seychellensis (Thomas, 1973)
- Acanthotetilla walteri Peixinho, Fernandez, Oliveira, Caires & Hajdu, 2007